# 동해교육도서관
동해교육도서관은 대한민국 강원특별자치도 동해시 소재의 도서관이다.

## 연혁
- 1986. 04. 17 도서관 건립 계획 승인
- 1987. 02. 10 현판식 및 임시개관
- 1987. 12. 26 2차 증축공사 준공
- 1988. 02. 01 동해중앙도서관 개관
- 1991. 03. 25 동해도서관으로 개칭 (강원도 조례 제2201호 1991. 3. 25)
- 2001. 02. 20 강원도동해지역 평생학습관 지정 (강원도교육청)
- 2003. 11. 29 디지털자료실 개실
- 2013. 03. 01 동해교육도서관으로 명칭변경
- 2013. 09. 05 동해교육도서관 확장 이전
- 2016. 03. 01 삼척교육문화관 동해분관으로 조직개편 (강원도교육규칙 제738호 2016.2.29.전부개정)

## 시설현황
- 3층: 강의실, 동아리실, 다목적실, 쉼터
- 2층: 디지털자료실, 일반열람실, 사무실
- 1층: 종합자료실, 어린이자료실

## 이용 안내
이용 시간
- 종합자료실: 평일 09:00 - 19:00 / 주말 09:00 - 18:00

휴관일
- 월요일
- 일요일을 제외한 관공서의 공휴일
- 기타 필요한 사유로 관장이 지정한 날